# Tribunal Superior de Justicia de la Comunidad Valenciana
El Tribunal Superior de Justicia de la Comunidad Valenciana (en valenciano: Tribunal Superior de Justícia de la Comunitat Valenciana, TSJCV) es el máximo órgano del poder judicial en la Comunidad Valenciana (España). Tiene su sede en Valencia.

## Historia
Su antecedente más directo fueron las antiguas Audiencias Territoriales nacidas en 1812. El actual Tribunal Superior de Justicia de la Comunidad Valenciana fue creado en 1985 a partir del artículo 26 de la Ley Orgánica del Poder Judicial, constituyéndose el 23 de mayo de 1989.

## Competencias
El Tribunal Superior de Justicia de la Comunidad Valenciana es el órgano jurisdiccional en que culmina la organización judicial en la comunidad autónoma, sin perjuicio de la competencia reservada al Tribunal Supremo.

## Organización
El alto tribunal valenciano se divide en los siguientes órganos:
- Sala de Gobierno
- Sala de lo Civil y Penal
- Sala de lo Contencioso-Administrativo
- Sala de lo Social

## Sede
El TSJCV tiene su sede en el Palacio de Justicia de Valencia situado en la capital valenciana.

## Presidencia
El presidente del Tribunal Superior de Justicia de la Comunidad Valenciana es nombrado por el rey de España a propuesta del Consejo General del Poder Judicial para un periodo de cinco años. La actual presidenta del TSJCV es María Pilar de la Oliva Marrades.
- Juan José Marí Castelló-Tárrega (1989-1999)
- Juan Luís de la Rúa Moreno (1999-2010)
- María Pilar de la Oliva Marrades (2010 - actualidad)